# Sidłowo
Sidłowo [ɕiˈdwɔvɔ] (tiếng Đức Zietlow) là một ngôi làng thuộc khu hành chính của Gmina Sławoborze, thuộc quận Świdwin, West Pomeranian Voivodeship, ở phía tây bắc Ba Lan.
Nó nằm khoảng 3 kilômét (2 mi) phía đông Sławoborze, 13 km (8 mi) về phía bắc của Świdwin và 94 km (58 mi) về phía đông bắc của thủ đô khu vực Szczecin.